# NKヴェレス・リウネ
NKヴェレス・リウネ（ウクライナ語: Народний клуб "Верес" Рівне）は、ウクライナのリウネをホームタウンとするサッカークラブである。

## 歴史
ウクライナ独立後初の1992年シーズンにウクライナ・ファーストリーグのグループAで優勝し、トップディビジョンであるウクライナ・プレミアリーグに初昇格した。1995年にペルシャ・リーハ、1997年にはドルハ・リーハ（3部）に降格し、2011年に財政問題により活動を停止した。
2015年にNKヴェレスとして再創設され、同年6月18日にドルハ・リーハ参加が決定した。
2017年、ウクライナ・ファーストリーグ2位のデスナにライセンスが発行されなかったため、代わりにウクライナ・プレミアリーグに昇格した。

## 獲得タイトル
- ウクライナ・ファーストリーグ：1回
  - 1992